# Посадка растений
Посадка в растениеводстве — это высадка на постоянное место (в поле, сад, цветник и так далее) молодых растений (саженцев, рассады) частей растений (черенков) или органов вегетативного размножения растений (клубней, луковиц). 
Это важнейший агротехнический приём, применяемый в овощеводстве, плодоводстве, лесоводстве, табаководстве, цветоводстве и так далее.
Для посадки картофеля используют клубни, лука — лук-севок (выращенные из семян маленькие луковицы), мяты — отрезки корневищ, сахарного тростника — отрезки стеблей. При посадке может использоваться ручной труд или специальная техника.
В комнатном садоводстве посадка подразумевает высадку укорененного черенка или саженца растения в ёмкость со специально подготовленным субстратом. Процесс посадки для каждого отдельного вида или культуры имеет свои особенности. Неправильная посадка может привести к гибели растения или отсутствию побегов.

## Пересадка комнатных растений
Или - перевалка. Пересадка растений необходима, в первую очередь, при быстром их росте или когда земля в горшке не подходит, то есть чрезмерно насыщена солями питательных веществ или известью и уплотнена. Молодые, быстрорастущие экземпляры можно пересаживать ежегодно в более вместительный сосуд; однако его диаметр должен быть только на 1-2 см больше диаметра посуды, в которой раньше росло растение. Не всегда нужно пересаживать растения сразу в новый, большой горшок. Можно осторожно заменить верхний слой использованной земли и с боков кома, причем отмершие или загнившие корни удаляют. Таким образом освобождается достаточно места для новой почво-смеси и необходимость замены сосуда отпадает. Следует обратить внимание на то, чтобы пересаженное растение было расположено на прежнем уровне по высоте. Если у растения сильно уменьшена корневая система, то его верхнюю часть также нужно больше укоротить, чтобы добиться равновесия между корнями и листовым аппаратом. Кроме того, если даже земляной ком перед пересадкой был хорошо увлажнен, его еще раз после пересадки растения нужно основательно полить, чтобы земля осела. Таким образом новый субстрат между земляным комом и стенками горшка сможет впитывать достаточное количество влаги. В первые 4 недели после пересадки растения поливают скудно и не подкармливают.